# Giovanna Mezzogiorno
Pour les articles homonymes, voir Mezzogiorno (homonymie).
Giovanna Mezzogiorno, née le 9 novembre 1974 à Rome, est une actrice italienne. Actrice multi-récompensée, elle est principalement connue pour ses rôles dans les films La Fenêtre d'en face, Rendez-vous à Palerme, La Bête dans le cœur ou Vincere.

## Biographie
Giovanna Mezzogiorno est la fille des comédiens Vittorio Mezzogiorno et Cecilia Sacchi. Après la mort de son père, elle a vécu pendant deux ans à Paris après des études de cinéma, et y travaille l'art dramatique auprès d'Ariane Mnouchkine et du centre de créations théâtrales de l'école de Peter Brook, avec lequel elle joue «  Ophélia » dans la pièce Qui est là.
Giovanna Mezzogiorno débute au cinéma en 1997, dans le film Il viaggio della sposa de Sergio Rubini, suivi de Del perduto amore de Michele Placido sorti en 1998, qui lui valent de nombreuses critiques positives et l'obtention de ses premiers prix cinématographiques, dont le Globe d'or de la meilleure actrice - révélation en 1998 et le Ruban d'argent de la meilleure actrice en 1999.
Elle débute à la télévision en jouant dans le téléfilm Aimer à tout prix (Più leggero non basta) d'Elisabetta Lodoli en 1999. Elle apparaît dans la mini-série Les Misérables, en 2000, et se révèle, en 2001, dans le film de Gabriele Muccino nommé Juste un baiser (L'ultimo bacio) qui relate l’histoire d’un couple dans la trentaine qui se brise face à la routine et aux mensonges. 
En 2003, le film La Fenêtre d'en face (La finestra di fronte) de Ferzan Ozpetek, dans lequel elle interprète le rôle de Giovanna, femme mariée et heureuse qui, à la suite de l’apparition dans sa vie d’un vieux monsieur aux souvenirs étranges, va se mêler d’amitié avec le voisin de palier — obtient un succès commercial et critique important. Pour ce rôle, elle remporte le Prix David di Donatello, le Ruban d'argent, le Globo d'oro et le Ciak d'oro de la meilleure actrice principale. Après ce succès, elle est, en 2004, à l’affiche de trois films dont la comédie française Au secours, j'ai 30 ans ! de Marie-Anne Chazel.
Giovanna Mezzogiorno rentre dans le cercle des grandes actrices italiennes en 2005 en remportant la Coupe Volpi pour la meilleure interprétation féminine avec son rôle dans le film La Bête dans le cœur . 
Les années suivantes l’amènent à diversifier ses rôles, elle joue dans des films de science-fiction (AD Project), de comédie humoristique (Notturno bus) ou dramatique (Les Murs porteurs, Rendez-vous à Palerme) ainsi que des rôles à vocation historique (L'Amour au temps du choléra). En 2009, son incarnation et interprétation du personnage Ida Dalser, première femme de Benito Mussolini, dans Vincere de Marco Bellocchio, lui apporte ses premiers prix cinématographiques aux États-Unis (le Silver Hugo de la meilleure actrice et le National Society of Film Critics Awards en 2010) et une notoriété internationale.
En 2010, elle est membre du jury dirigé par Tim Burton au Festival de Cannes 2010. Elle apparaît la même année dans trois films italiens avant de prendre une pause, donnant naissance en 2011 à des jumeaux, Leone et Zeno.
Elle remporte le prix d'interprétation féminine au Festival international du film de Moscou 2018 pour Napoli velata.
En 2023, elle a fait ses débuts en tant que réalisatrice avec le court métrage Unfitting, qui relate l'histoire dans le milieu du cinéma d'une actrice qui a pris de l'embonpoint.
Le 6 juin 2014, le consul général de France et la directrice de l’Institut français lui ont remis à Milan les insignes de Chevalier de l'Ordre des Arts et des Lettres.

## Filmographie

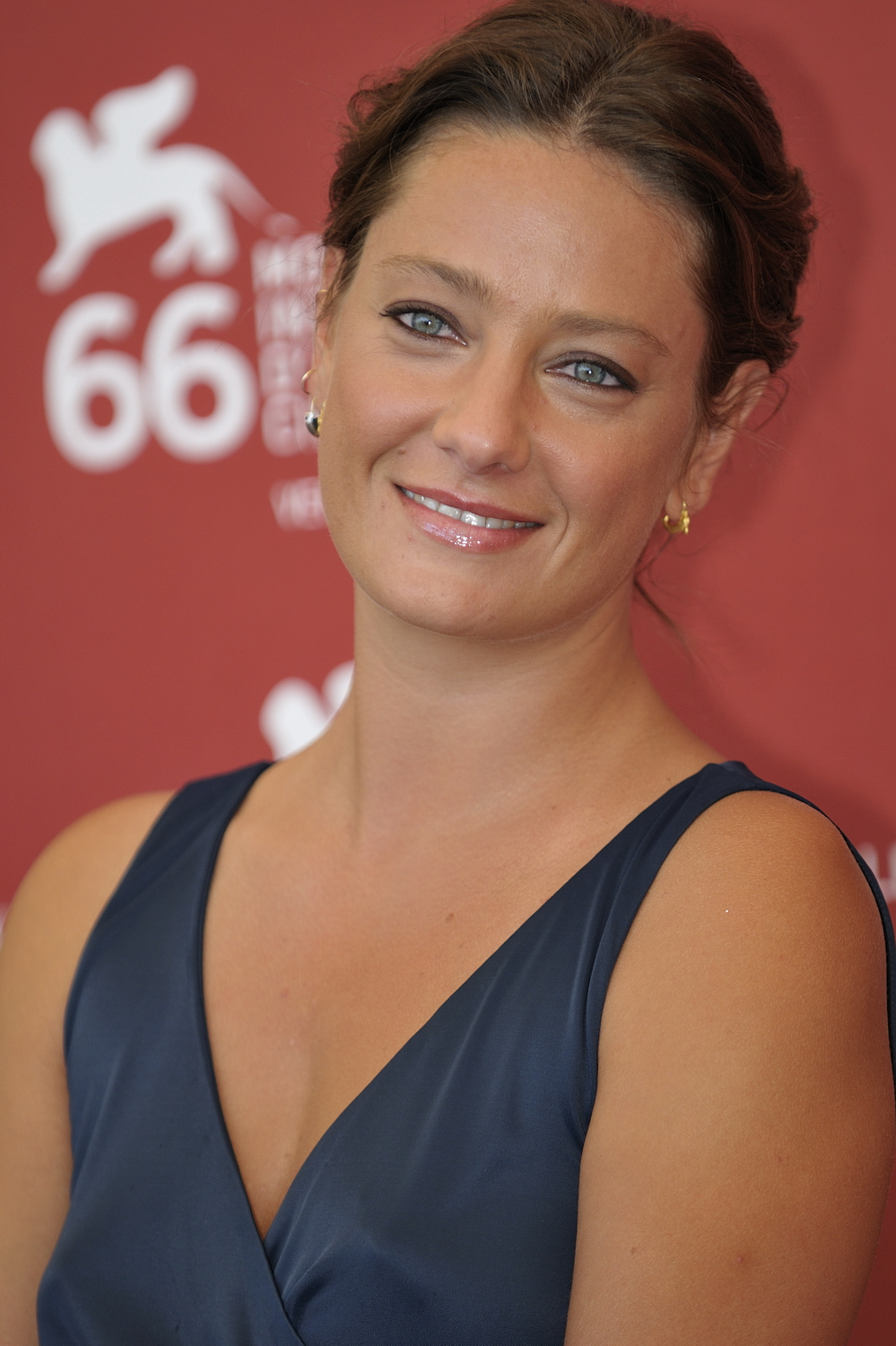
Giovanna Mezzogiorno lors de la Mostra de Venise 2009.

### Cinéma
- 1997 : Il viaggio della sposa de Sergio Rubini – Porzia Colonna
- 1998 : Del perduto amore de Michele Placido – Liliana
- 1999 : Un uomo perbene de Maurizio Zaccaro – Silvia Tortora
- 1999 : Asini de Antonello Grimaldi – Anna
- 2001 : Juste un baiser (L'ultimo bacio) de Gabriele Muccino – Giulia
- 2001 : Tutta la conoscenza del mondo d'Eros Puglielli – Giovanna
- 2001 : Nobel de Fabio Carpi – Eleonora
- 2001 : Malefemmene de Fabio Conversi – Francesca
- 2002 : Ilaria Alpi - Il più crudele dei giorni de Ferdinando Vicentini Orgnani – Ilaria Alpi
- 2003 : La Fenêtre d'en face (La finestra di fronte) de Ferzan Ozpetek – Giovanna
- 2004 : L'amore ritorna de Sergio Rubini – Lena
- 2004 : Stai con me de Livia Giampalmo – Chiara
- 2004 : Au secours, j'ai 30 ans ! de Marie-Anne Chazel – Kathy
- 2005 : La Bête dans le cœur (La bestia nel cuore) de Cristina Comencini – Sabina
- 2006 : AD Project d'Eros Puglielli – Gaia
- 2007 : Les Murs porteurs de Cyril Gelblat – Manou
- 2007 : Lezioni di volo de Francesca Archibugi – Chiara Della Notte
- 2007 : Notturno bus de Davide Marengo – Leila
- 2007 : L'Amour au temps du choléra (Love in the Time of Cholera) de Mike Newell – Fermina Urbino
- 2008 : L'amore non basta de Stefano Chiantini – Martina
- 2008 : Rendez-vous à Palerme (Palermo Shooting) de Wim Wenders – Flavia
- 2009 : Vincere de Marco Bellocchio – Ida Dalser
- 2009 : La prima linea de Renato De Maria – Susanna Ronconi
- 2010 : Sono viva de Dino Gentili et Filippo Gentili – Stefania
- 2010 : Basilicata coast to coast de Rocco Papaleo – Tropea Limongi
- 2014 : Le Crime du sommelier (Vinodentro) de Ferdinando Vicentini Orgnani – Adele
- 2014 : I nostri ragazzi de Ivano De Matteo – Clara
- 2018 : Napoli velata de Ferzan Özpetek –
- 2020 : Tornare de Cristina Comencini –
- 2020 : Les Liens qui nous unissent (Lacci) de Daniele Luchetti –
- 2022 : Amanda de Carolina Cavalli – Viola

### Télévision
- 1999 : Aimer à tout prix (Più leggero non basta) d'Elisabetta Lodoli – Elena
- 2000 : Les Misérables (mini-série) de Josée Dayan – Sœur Simplice
- 2003 : Entrusted (téléfilm) de Giacomo Battiato – Maria von Gall
- 2004 : Virginia, la monaca di Monza d'Alberto Sironi – Virginia Maria de Leyva
- 2019 : La compagnia del Cigno (it) – Valeria, mère de Matteo

## Théâtre
- 1995 : Qui est là, mise en scène de Peter Brook aux Bouffes du Nord, Paris
- 1999 : Francesco a testa in giù, mise en scène de Maria Maglietta
- 2004 : 4.48 Psychose de Sarah Kane, mise en scène de Piero Maccarinelli
- 2017 : Sogno d’autunno de Jon Fosse, mise en scene de Valerio Binasco

## Récompenses et distinctions
- Globe d'or de la meilleure actrice - révélation : 1998 : Il viaggio della sposa[6]
- Ruban d'argent de la meilleure actrice : 1999 : Del perduto amore.
- Ciak d'oro de la meilleure actrice principale : 1999 : Del perduto amore.
- David di Donatello de la meilleure actrice : 2003 : La Fenêtre d'en face.
- Ruban d'argent de la meilleure actrice : 2003 : Ilaria Alpi - Il più crudele dei giorni et La Fenêtre d'en face.
- Globo d'oro de la meilleure actrice : 2003 : La Fenêtre d'en face.
- Ciak d'oro de la meilleure actrice principale : 2003 : La Fenêtre d'en face.
- Prix de la meilleure actrice au Festival international du film de Karlovy Vary : 2003 : La Fenêtre d'en face.
- Coupe Volpi pour la meilleure interprétation féminine : 2005 : La Bête dans le cœur.
- Ruban d'argent de la meilleure actrice dans un second rôle : 2005 : L'amore ritorna.
- Ruban d'argent de la meilleure actrice : 2009 : Vincere.
- Globo d'oro de la meilleure actrice : 2009 : Vincere.
- Silver Hugo de la meilleure actrice : 2009 : Vincere.
- National Society of Film Critics Awards : 2010 : Vincere.
- Festival international du film de Moscou 2018 : prix d'interprétation féminine pour Napoli velata.